# Renée Vivienová
Renée Vivienová (rodným jménem Pauline Mary Tarnová; 11. června 1877 Londýn – 18. listopadu 1909 Paříž) byla anglická básnířka píšící francouzsky.

## Život
Pauline Mary Tarn byla dcerou Američanky a bohatého Brita Johna Tarna, který zemřel v roce 1886. Dědictví po otci ji umožnilo žít v dostatku. Po školní docházce v Paříži a Londýně – během níž byla známá náklonností ke své přítelkyni Violet (nebo Violette) Shillito (zemřela v roce 1901) – se po dosažení plnoletosti v roce 1899 vrátila usadila v Paříži. Během svých cest navštívila např. Japonsko, ostrov Lesbos a Konstantinopol.
Od doby, kdy žila trvale v Paříži, začala užívat nové jméno a psát francouzsky. K jejím milenkám zde patřila například Natalie Clifford Barneyová nebo baronka Hélène van Zuylenová, kterou Renée podle několika svědectví považovala za svou manželku. Neúspěch těchto vztahů ji přivedl k alkoholu a drogám. Podle všeho též trpěla mentální anorexií. Roku 1908 se Vivienová pokusila o sebevraždu, ale přežila. Brzy poté ale zemřela, patrně na zápal plic. Bylo jí 32 let.

## Dílo
Vydala dvanáct básnických sbírek, které lze řadit k parnasismu a symbolismu. Velkou část díla věnovala tématu svého lesbismu. Kromě poezie psala i prozaická díla (např. L'Etre Double) a napsala i nedokončenou biografii Anny Boleynové, která byla vydána posmrtně.

## Inspirace v literatuře
Její milostné vztahy popsala francouzská spisovatelka Colette v románu Le Pur et l'impur (1932), proti němuž ale protestovala Natalie Clifford Barneyová.